# Wim van der Voort
Willem „Wim” van der Voort (ur. 24 marca 1923 w ’s-Gravenzande, zm. 23 października 2016 w Delfcie) – holenderski łyżwiarz szybki, srebrny medalista olimpijski i brązowy medalista mistrzostw świata.

## Kariera
Największy sukces w karierze Wim van der Voort osiągnął w 1952 roku, kiedy podczas igrzysk olimpijskich w Oslo zdobył srebrny medal w biegu na 1500 m. W zawodach tych wyprzedził go jedynie Norweg Hjalmar Andersen, a trzecie miejsce zajął inny reprezentant gospodarzy, Roald Aas. Na tych samych igrzyskach był też piąty w biegu na 5000 m i dziewiętnasty w biegu na 500 m. Na rozgrywanych rok później mistrzostwach świata w wieloboju w Helsinkach zajął trzecie miejsce, za dwoma reprezentantami ZSRR: Olegiem Gonczarienką i Borisem Szyłkowem. Ponadto na mistrzostwach Europy w Oslo w 1951 roku i mistrzostwach Europy w Hamar w 1953 roku zdobywał srebrne medale.

### Mistrzostwa świata
- Mistrzostwa świata w wieloboju
  - brąz – 1953